# 哈罗德·所罗门
哈罗德·所罗门（英語：Harold Solomon，1952年9月17日—），生于华盛顿特区，美国男子网球运动员，1972年成为职业球手。他曾获得1976年法国网球公开赛男子单打亚军。他于1986年退役。